# Франсішку Жозе Тенрейру
Франсішку Жозе Тенрейру ді Васкіш (порт. Francisco José Tenreiro; 20 січня 1921—1963) — поет, географ і соціолог Сан-Томе і Принсіпі в колоніальну епоху.

## Біографія
Ще в підлітковому віці Тенрейру був одним із засновників оглядача Кабо-Верде Claridade. Літературний журнал антиколоніальної спрямованості був заснований в 1936 році переважно жителями островів Зеленого Мису (Кабо-Верде) Мануелом Лопешем, Балтазаром Лопешем да Сілвою, Мануелом Феррейрою, Антоніу Ауреліо Гонсалвішем, Жоржі Барбосою і Даніелом Філіпі.
У вищій школі колоніальної адміністрації (Escola Superior de Administração Colonial) вивчав географію під керівництвом Орланду Рібейру, що спонукав його до написання докторської дисертації про рідний острів Тенрейру. Потім навчався в Лондоні і у Вищому інституті зарубіжних соціальних наук і політики (Instituto Superior de Ciências Sociais e Política Ultramarina), нині відомому як Інститут високих наук і політики (Instituto Superior de Ciências Sociais e Políticas ISCSP) Лісабонського університету. У 1961 році отримав ступінь на філософському факультеті Лісабонського університету, де став доцентом.
Був депутатом Національних зборів Португальської Республіки від острова Сан-Томе.
Помер у 1963 році в Лісабоні.

## Творчість
Тенрейру друкувався в газетах і оглядах зі статтями і нарисами на тему утиску корінного населення в умовах колоніального правління, а також проблем чорної діаспори в Португалії і в усьому світі.
У своїй поезії також виступав проти соціальної та расової несправедливості. У збірці віршів «Острів Святого Імені» (1942) спробував перетворити сучасну йому поезію португальських колоній з європеїзованої і лише стилізованої «під Африку» в справді африканську, близьку за формою і змістом народної африканської поезії. Для поезії Тенрейру характерне усвідомлення спільності темношкірого населення різних країн світу разом з мотивом їх трагічної роз'єднаності. Зокрема, йому належить знаменитий вірш "Чорні всього світу" ("Негри з різних країн світу", Negro de todo o mundo).
Він називав своїми братами афроамериканців Луї Армстронга і Ленгстона Хьюза (якому присвятив вірш «Фрагмент блюзу»), сенегальців Шейха Анта Діопа і Леопольда Сенгора. У його творчості відчувався вплив кубинського поета Ніколаса Гільєна, португальського Фернандо Пессоа, бразильського Жоржі ді Ліми. Ангольський поет, соціолог і політичний діяч Маріу Пінту де Андраде назвав його «рупором негрів усього світу».
Тенрейру писав пісні, романси, романсейро (цикли романсів), сокопе (народний різновид пісні-танцю). У португальський текст нерідко вводив словосполучення і фрази місцевою креольською говіркою форру, надаючи своїм твори африканські ритми. Окремі його вірші перекладені на іншими мовами.
Брав участь у русі португальських неореалістів з моменту його появи.

## Спадщина
Тенрейру вважається одним з найбільших і найвпливовіших авторів у країні.
На його честь названа літературна премія Сан-Томе і Принсіпі, а також зал і культурний центр у Національній бібліотеці Сан-Томе і Принсіпі.
З грудня 2008 року до кінця 2017 року на банкноті в 100000 добр містився його портрет.